# Бовин, Анатолий Петрович
Анатолий Петрович Бовин (21.03.1933 — ?) — зам. начальника отдела НИКИЭТ, лауреат Государственной премии СССР (1968).

## Биография
Родился в г. Дедовск Московской области.
Окончил МВТУ им. Н. Э. Баумана (1956) по специальности «турбиностроение».
С 1956 г. работал в НИКИЭТ («Ордена Ленина Научно-исследовательский и конструкторский институт энерготехники имени Н. А. Доллежаля»): инженер, старший инженер, руководитель группы, зам. начальника отдела. Руководитель отдела главного конструктора ИВВ-2.
Лауреат Государственной премии СССР (1968) — за создание нового типа реактора (МР) для испытаний тепловыделяющих элементов и материалов.
В 2005 году ещё работал.